# Antonio Pucci (Dichter)
Antonio Pucci (* um 1310 in Florenz; † 1388 ebenda) war ein florentinischer Dichter.
Antonio Pucci war Glockengießer und bildete sich autodidaktisch weiter. Er schrieb seine Sammlung Libro di Varie storie („Buch von verschiedenen Geschichten“) unter Verwendung eines Volks-Dialekts für ein Publikum des einfachen Volkes. In seinem Centiloquio bearbeitete er einundneunzig Gesänge aus Giovanni Villanis Cronica in Terzinen. In Le proprietà di Mercato Vecchio pries er, wieder in Terzinen, das unvergleichliche Straßenleben des gedrängten florentinischen Marktplatzes. In seinen Gedichten konnte er Frauen mit gleicher Stärke tadeln oder loben, ein beliebter Tropus des Mittelalters. Er verfasste cantari in achtzeiligen Stanzen, die ottava rima genannt wurden. Sie schildern die Themen des höfischen Romans in temporeicher Darstellung mit einem Unterton subversiver populärer Skepsis, der eben jene Konventionen unterminierte, die die Geschichten umfassten, voll von klarer zeitgenössischer Farbe und frommen Gefühls. Möglicherweise deklamierte er sie auf öffentlichen Plätzen: La Reina d’Oriente, Gismirante, Apollonio di Tiro, Brito di Brettagna, Madonna Lionessa.

## Werkausgaben
- Antonio Pucci: Es nervt!, hrsg. und übers. v. Moritz Rauchhaus, illustriert von Johanna Heyne. SuKuLTuR, Berlin 2018, ISBN 978-3-95566-083-3 (Erste deutsche Übersetzung von Le Noie sowie Proprietà di Mercato Vecchio).